# Manoir de Prétot
Pour les articles homonymes, voir Prétot.
Le manoir de Prétot est un édifice des XVIe et XVIIe siècles, situé à Canapville, dans le département du Calvados en région Normandie. Il fait l'objet d'une inscription au titre des Monuments historiques depuis le 9 janvier 1995.

## Localisation
Le manoir de Prétot se situe sur le territoire de la commune de Canapville, à l'est du département du Calvados, dans la région naturelle du pays d'Auge. Il s'élève au cœur de la vallée de la Touques, dans la partie nord-ouest du bourg à quelques centaines de mètres de l'église Saint-Sulpice et du manoir des Évêques de Lisieux. Son domaine borde la route départementale 677 qui relie Pont-l'Évêque à Deauville ainsi que la voie ferrée de la ligne de Lisieux à Trouville - Deauville.

## Historique
Le manoir est daté des XVIe et XVIIe siècles.
Entre 1638 et 1668, Pierre Corneille y a effectué plusieurs séjours. À cette époque, le domaine était la propriété de la famille Ballan. La sœur du dramaturge était alors mariée à un membre de cette famille, à savoir Guillaume Ballan.

## Architecture
Le manoir présente une façade principale entièrement en colombages et qui s'appuie sur un muret fait de pierres et de briques. Cette façade se divise en six sections dans lesquelles l'orientation verticale domine. Seuls les croix de Saint-André ornant les allèges de fenêtres de l'étage et les écharpes étayant les poteaux corniers viennent casser cette verticalité.
À l'arrière, la façade présente quelques différences. En effet, le mur du rez-de-chaussée est entièrement en pierres tandis que celui de l'étage est en colombages. De plus , une tour carré est accolée à cette partie du manoir. Cette tour, qui devait, à l'origine, contenir un escalier, repose sur une basse en pierre dominée par des colombages couverts d'essentes de châtaignier. Elle possède d'étroites meurtrières, avec trous à feu et se trouve surmontée par une chambre d'observation.
Le toit, à quatre versants, possède trois lucarnes au-dessus de chaque façade.

## Protection
Le manoir est inscrit au titre des Monuments historiques depuis le 9 janvier 1995. Sont concernés par cette inscription, l'ensemble du logis, ainsi que les façades et les toitures des communs, à l'exception des bâtiments modernes.